# Eugaurax quadrilineatus
Eugaurax quadrilineatus är en tvåvingeart som först beskrevs av Samuel Wendell Williston  1896.  Eugaurax quadrilineatus ingår i släktet Eugaurax och familjen fritflugor. Inga underarter finns listade i Catalogue of Life.